# Martin Aubé
Pour les articles homonymes, voir Aubé.
Martin Aubé, né le 2 novembre 1965 est un physicien canadien qui enseigne la physique au Cégep de Sherbrooke. Il est  aussi professeur associé en géomatique à l'Université de Sherbrooke et adjunct professor à Bishops University. Il est membre du Centre de recherche en astrophysique du Québec (CRAQ). Il siège au conseil d'administration de la corporation Astrolab du parc national du Mont-Mégantic et a siégé de 2018 à  2025 sur conseil d'administration de l'ACFAS. Depuis 2002, il consacre la majorité de son temps de recherche à l'étude de la pollution lumineuse tout en poursuivant quelques thématiques en astrophysique.

## Biographie
Né à Sherbrooke au Québec, Canada, Martin Aubé fonde en 1980 le club d'astronomes amateurs de Sherbrooke dont il est le premier président. À la même époque, il est successivement stagiaire et animateur au camp d'astronomie du centre écologique de Port-au-Saumon dans la région de Charlevoix. En 1984, il est animateur à l'observatoire astronomique du Mont-Mégantic. Il remporte plusieurs prix d'expo-sciences durant ses études secondaires dont les finales provinciales de 1983 et 1984. Il a aussi remporté le 4e prix national à l'exposciences pan-canadienne de Halifax en 1984, ce qui l'a conduit à représenter le Québec en 1985 à la première édition des assises internationales du loisir scientifique à Toulouse en France. Après un B.Sc. en physique à l'Université de Sherbrooke, il entreprend une M.Sc. en physique (astrophysique) à l'Université Laval. Il réalise un peu plus tard un Ph.D. en télédétection de l'Université de Sherbrooke. Sa thèse de doctorat portait sur la télédétection et la modélisation dynamique des propriétés optiques des aérosols dans l'atmosphère terrestre.
En 2002 il fonde le groupe de recherche et d'applications en physique au Cégep de Sherbrooke (GRAPHYCS) qui permet à des étudiants du niveau collégial de participer à des activités de recherche.
Martin Aubé est un expert de l'étude de la pollution lumineuse,,,,,. Depuis 2002, il a développé des projets de recherche qui ont contribué significativement à l'avancement de la connaissance en ce domaine.
Sa première importante contribution se situe au niveau de la conception et la réalisation d'un modèle numérique de simulation de la radiance spectrale du ciel nocturne. Ce modèle nommé Illumina permet de considérer l'hétérogénéité de l'environnement en tenant compte de ses propriétés hyperspectrales. Le modèle considère la réflectance spectrale du sol, le spectre et la distribution angulaire des luminaires, la présence d'obstacles sous-maille (à une échelle spatiale inférieure à celle résolue par le modèle), le deuxième ordre de diffusion, l'élévation du terrain, les propriétés microphysiques des aérosols ainsi que leurs propriétés optiques macroscopiques. Le modèle possède aussi un schéma de nuages pour simuler la radiance du ciel par temps nuageux.
Sa seconde plus importante contribution consiste en la mise au point d'un spectromètre destiné à la mesure de la radiance spectrale du ciel nocturne. Cet appareil nommé Spectrometer for Aerosol Night Detection  est utilisé pour monitorer finement l'évolution de la radiance spectrale du ciel sur différents sites (Madrid, Barcelone, Montsec, Hong Kong, Mont Mégantic).
Une troisième contribution scientifique réside dans l'introduction de nouvelles métriques pour évaluer l'impact des technologies d'éclairage tant sur le vivant que sur le voilement du ciel étoilé.
En 2017, son intervention auprès du maire Denis Coderre de la Ville de Montréal a permis de modifier les politiques d'éclairage des villes de Montréal,,, et Québec afin de réduire l'impact négatif potentiel sur la santé. Les diodes électroluminescentes à 4000 kelvins qui devaient initialement être utilisées ont été remplacées par une température de couleur maximale de 3000 kelvins.
Martin Aubé a été conférencier invité à la cérémonie de clôture de l'année internationale de la lumière (UNESCO) à Mérida au Mexique, à l'assemblée générale de l'American Astronomical Society (2017) et à la cérémonie de lancement du centième anniversaire de l'Union astronomique internationale à Bruxelles (2019).
Il est aussi à l'origine de la première série de conférences internationales pour la recherche sur la pollution lumineuse Light pollution: Theory, modeling and measurements. Dans cette lignée, il tente, avec Johanne Roby, de convaincre les citoyens vivant non loin du Mont-Bellevue de réduire la pollution lumineuse de leurs lampadaires extérieures. L'électricité étant très abordable, la population ne se rend pas souvent compte de la pollution que cela peut créer. Le projet est totalement gratuit car les ampoules sont offertes à ceux qui acceptent le projet.
En 2025, la European Southern Observatory (ESO) fait appel à son expertise en modélisation de la pollution lumineuse pour évaluer l'impact d'un projet de développement industriel sur l'intégrité du ciel étoilé des observatoires VLT, Télescope géant européen et Cherencov Telescope Array sud . Ces observatoires situés dans le désert d'Atacama au Chili possèdent un ciel très faiblement pollué par la lumière d'origine anthropique.

## Autres contributions
En 1995, Martin Aubé cofonde le  Café Aragon , un café littéraire situé sur la rue Galt ouest à Sherbrooke au Canada. Il a été conseiller municipal (siège numéro 4) du Canton de Saint-Camille de 2013 à 2017[réf. souhaitée].

## Prix et distinctions
- 2019 : Prix Acfas Denise-Barbeau, remis pour l'excellence en recherche au collégial[24],[25]
- 2019 : Prix reconnaissance de l'association pour la recherche au collégial [26]
- 2018 : Galileo award de la International DarkSky Association (IDA) “in recognition of outstanding achievements in research or academic work on light pollution over a multiple year period." [27]
- 2014 : Prix d'excellence en recherche du Fonds de Recherche du Québec Nature et Technologie [28]
- 2012 : Prix Raymond Gervais - Association pour l’enseignement de la science et de la technologie au Québec [29]
- 2011: Récipiendaire du Mérite Estrien du 14 février
- 2007 : Mention d'honneur - Association Québécoise de pédagogie collégiale
- 2004 : Prix Activité remarquable - Fondation du Cégep de Sherbrooke

### Autres réalisations
- Un ballon aux portes de l'espace, La Tribune, 20 mars 2017
- First use of ISS astronaut pictures for light pollution studies, International Astronomical Union press release, August 2015
- Un quartier entièrement écolo, TVA, septembre 2009
- La relativité en 3 minutes - Les années lumières, première chaine de la radio de Radio-Canada, avril 2005